# Гудимель, Клод
Клод Гудиме́ль (фр. Claude Goudimel; между 1514 и 1520, Безансон — между 28 и 31 августа 1572, Лион) — французский композитор.

## Биография и творчество
Клод Гудимель родился около 1514 года в Безансоне. Учился в Парижском университете в 1549 году. Тогда же были опубликованы первые известные его сочинения — многоголосные песни на французском языке, шансон (в том числе на стихи П. Ронсара, с которым Гудимель был лично знаком; всего около семидесяти).
В 1557-67 гг. жил в Меце, где совместно с поэтом и драматургом Л. де Мазуром (de Masures) работал над первой гугенотской Псалтирью (библейская Книга Псалмов во французском переводе с комментариями в духе гугенотской веры). Сохранилась ценная переписка Клода Гудимеля с поэтом-гуманистом этого времени П. Шеде. В период расцвета (1552-58 гг.) написал и опубликовал большинство своей светской и духовной (10 мотетов, 5 месс) музыки.
Особенно значительны так называемые «Псалмы» Гудимеля, представляющие собой четырёхголосные распевы всех стихов Псалтири (1564; 2-е исправленное изд. 1565) во французских стихотворных переводах Клемана Маро и Теодора Безы (фр. Théodore de Bèze). Этот большой сборник рассматривают ныне как настоящую энциклопедию композиционных техник своего времени. Часть музыкальных произведений реализована силлабически («нота-против-ноты») в старогомофонной (моноритмической) фактуре. Другая часть написана в имитационной технике на заданную мелодию (cantus firmus), в том числе используется новейший для полифонии того времени сквозной имитационный стиль (всего исследователи насчитывают 67 псалмов в свободном «мотетном» стиле). Фундаментальный сборник Гудимеля часто называют «гармонизацией», что верно лишь отчасти, поскольку композитор не всегда использовал чужую (одноголосную) мелодию как основу композиции, но также сочинял собственные мелодии и полифонически обрабатывал их.
Клод Гудимель (по вероисповеданию кальвинист) трагически погиб (был убит) во время «Варфоломеевской ночи».